# アマー・G・ボーズ
アマー・G・ボーズ（Amar Gopal Bose、1929年11月2日 - 2013年7月12日）は、アメリカ合衆国の実業家。音響機器メーカーBOSEの創業者、会長。MIT（マサチューセッツ工科大学）名誉教授。インド系アメリカ人。

## 少年期
フィラデルフィア生まれ。父親はインド人、母親はアメリカ人。少年時代からヴァイオリンを演奏する。ボーズの少年期、父親はインテリア・家具の販売を事業にしていたが、あまり繁盛せず、ボーズ家の家計は苦しい状況であった。
ボーズは電気工学と電子工学の分野に興味を持ち、ラジオの組み立てや修理をやっていた。そして彼がやろうと考えたのは、壊れているラジオ修理のビジネスをし、家計の足しにすることであった。そのことを父親に相談すると、父親は賛成して、父の取引先であるカーペットや家具の取引先を代理店にしたビジネスを起こした。
その後、ボーズが13歳で興したラジオ修理のビジネスは、フィラデルフィアでNo.1となった。

## ボーズ社を立ち上げたきっかけ
MITの卒業論文を書いている間、自分の好きな音楽を聴きながら作業をしようと、オーディオを購入したことがきっかけで始まる。
ボーズは、当時としては最も物理特性の優れたスペックの機器を購入したが、そのスピーカーから出てきた音は普段聴いている音とはまったく違う音で、ボーズを唖然とさせるものであった。
そこで「スペックはその機器の能力が100％原音忠実再生を謳っているのに、現実にスピーカーから再生される音との違いにはきっと何か他の要因があるに違いない」と考え、夜中や時間の合間に音の研究を重ねていった。
スペック性能の追求では意味を持たないと考えたボーズは、スペック性能と実際人間が聴いた時の感じ方との関連を解明するため、MITの技術を駆使し、仲間とともに研究に取り掛かる。
そして、コンサートホールの徹底的な測定・解析に着手。研究分野は音響工学はもちろんのこと、物理学や材料工学、流体力学、空気力学といった一見音響とは関係なさそうな方向からも考え直す。また、人間の聴覚とデータの関係を重視する心理音響学や室内音響学の分野にまで切り込むことで、独自の音響理論の確立をする。これらの研究がきっかけとなり、1964年MITの研究室の一室にBOSE社が設立。

## 最初のスピーカー
ボーズはコンサートホールの測定・解析を行った結果、コンサートホールでは直接音が11％で、間接音が89％であるということと、室内における音源から放射される音響エネルギーのバランスが、コンサートホールの臨場感を再現できることを知る。これに基づき家でも直接音と間接音が理想的に機能するダイレクト/リフレクティング理論を確立。
そして、スイッチングアンプで機動する22個のスピーカーユニットを付けた8分の1球面体のスピーカー2201を作り出した。

## 死去
2013年7月12日、83歳で死去。